# Špýrský sněm (1570)
Špýrský sněm (někdy označovaný jako Špýr V) byl říšský sněm Svaté říše římské, který se konal v roce 1570 v říšském městě Špýr v současném Německu.

## Sněm
Sněm rozhodl, že tisk bude povolen pouze ve svobodných říšských městech, rezidenčních městech a univerzitních městech. Toto opatření mělo sloužit k zavedení přísnější kontroly (cenzury) v boji proti šíření protestantské reformace.
Sněm také rozhodl o navrácení části majetku, který byl zabaven saskému kurfiřtovi Janu Fridrichovi II., jeho dětem. Jan Kazimír obdržel oblast Coburgu a Jan Arnošt oblast Eisenachu.
Sněm rovněž schválil Špýrskou smlouvu, v níž se král Jan II. Zápolský vzdal titulu uherského krále ve prospěch císaře Maxmiliána II. Jan se stal sedmihradským knížetem. Rozhodnutí sněmu bylo také nezbytné pro přijetí Augsburského říšského mincovního nařízení z roku 1566.